# Satin Jackets
Satin Jackets — проект хаус-музики німецького продюсера Тіма Бернгардта, який після успішної кар’єри під різними псевдонімами запустив Satin Jackets як інструмент для дослідження своєї довічної любові до диско та чистих, відшліфованих постановок таких артистів, як гурт Chic і Тревор Горн.
«Мене завжди захоплювало те, наскільки глянцеві персоналії, такі як Найл Роджерс, створювали свою музику», — пояснює Бернгардт. «Ця мелодія завжди звучала як музичний еквівалент обкладинки модного журналу. Деякий час я створював дещо більш андерграундну музику, але мені дуже хотілося піти зовсім в іншому напрямку та створити цей справді гладкий, відшліфований звук».
Перший реліз Satin Jackets, мрійливий "You Make Me Feel Good", задав тон на майбутнє. Випущений на культовому бельгійському лейблі Eskimo Recordings, який раніше допоміг розпочати кар’єру таким артистам, як Airplane і Lindstrøm & Prins Thomas, миттєво став хітом. Його витончені мелодії, повітряні текстури та запальний приспів стали саундтреком до призахідного сонця на вечірках по всьому світу.
З майже метрономічною точністю "You Make Me Feel Good" супроводжувався низкою відомих синглів і реміксів для деяких із найвідоміших імен цього жанру, зокрема Goldroom і Blank & Jones, утвердивши Бернхардта як одне з найцікавіших нових імен на сцені ню-диско. Хоча його обличчя постійно ховалось за маскою, та залишалося таємницею, теплий, вишуканий погляд на диско, Satin Jackets незабаром зробив свою назву популярною для любителів музики в усьому світі.
Дебютний альбом Satin Jackets 2016 року, "Panorama Pacifico", піднявши речі на новий рівень, міцно зміцнив позицію Бернхардта як головного артиста Eskimo та одного з найбільших продюсерів ню-диско. Завоювавши похвалу від Mixmag, DJ Mag і Groove, альбом здобув понад 75 мільйонів трансляцій лише на Spotify, а золота маска Satin Jackets стала постійним місцем за деками клубів і фестивалів від Мехіко до Сеула.
У 2019 року, виходить "Solar Nights", Бернгардт продовжує розвивати та вдосконалювати звучання Satin Jackets. Захоплено сприйнятий фанатами, ді-джеями та пресою, альбом, який ґрунтувався на таких синглах, як глобальний хіт «Northern Lights», довів, що, як і оригінальні артисти диско, які першими надихнули проект, Бернхардт був так само здатний створювати поп-музику як для радіо, так і хіти для танцполу.
Незважаючи на те, що пандемія призвела до призупинення планів глобальних турів і виступів на фестивалях, Бернгардт був зайнятий, поки клубне життя впавло у сплячку. Переїхавши до Мюнхена перед карантином, Бернхардт тримав зв’язок зі своїм легіоном шанувальників низкою синглів, які варіювалися від надзвичайних спільних поп-колобацій до інструментальних, розслаблених треків, а також низка живих трансляцій в локдаун. Дійсно, саме ті локдаун стірми і реакція його шанувальників дозволили Бернгардту заново відкрити, за його власними словами, «зв’язок між тим, що я роблю, і тим, що відчувають люди», і закласти основи майбутнього.
У 2022 Бернгардт випускає свій третім альбомом під влучною назвою "Reunion". Якщо на перших двох альбомах Satin Jackets Бернхардт спочатку працював над розвитком власного звучання, то згодом підняв свою музику на новий рівень, Reunion розкриває музиканта та продюсера, який повністю відчуває себе як у студійних здібностях, так і в художньому баченні.
Від блаженних інструментальних треків, які, здається, легко ширяють над хмарами, до гірко-солодких сумних поп-пісень за участю таких, як австралійська зірка Panama, бельгійська співачка Ivy Falls, американський вокаліст Metaxas і перспективна британська співачка Tailor, Reunion — це вражаюче впевнений альбом, який надає нові глибини та виміри звучанню Satin Jackets і готує основу для наступної захоплюючої глави історії Satin Jackets.

## Дискографія
- Panorama Pacifico (2016)
- Solar Nights (2019)
- Solar Nights: The Remixes Part 1 (2019)
- Reunion (2022)[2]